# ABCラジオファンキーズ
『ABCラジオファンキーズ』は朝日放送ラジオ（ABC）のラジオ番組。1987年10月 - 1988年9月まで放送。
放送時間は月曜日 - 金曜日 23:30 - 27:00。1988年3月までは金曜日のみ、29:00までの放送だった。
1988年4月からは2部制となり、月曜日 - 金曜日 23：30 - 25：30（第1部）、25：30 - 27：00（第2部）の放送時間となった。
オープニングテーマ曲は、ブロウ・モンキーズの曲『The Day After You』。

## パーソナリティ

### 1987年10月 - 1988年3月
- 月曜日：大岩堅一（ABCアナウンサー(当時)）、楠淳生（ABCアナウンサー(当時)）、マンスリーアシスタント（日髙のり子や渡瀬麻紀などが担当）
- 火曜日：渡辺英樹（C-C-B）、熊谷ニーナ、岡けん太・ゆう太
- 水曜日：キッチュ（現・松尾貴史）、伊藤みき、竹内義和、週替わりゲスト（上岡龍太郎や田代まさしなどが出演）
- 木曜日：太平シロー、ハイヒール・リンゴ、伊舞ちよ（現・伊舞なおみ）
- 金曜日：三代澤康司（ABCアナウンサー(当時)）、勝山由美香、清水圭・和泉修（隔週出演・東京担当）、どんきほーて（隔週出演・大阪担当）

金曜日は週替わりで心斎橋筋2丁目劇場（当時）と朝日放送 東京支社から公開生放送を実施した。

### 1988年4月 - 1988年9月

#### 第1部
- 月曜日：清水圭・和泉修、麻生みどり
- 火曜日：渡辺英樹（C-C-B）、熊谷ニーナ
- 水曜日：楠淳生、ハイヒール・リンゴ
- 木曜日：三代澤康司、みやなおこ、どんきほーて
- 金曜日：大岩堅一（1988年4月 - 6月、退社のため降板）→ 芦沢誠（ABCアナウンサー。1988年7月 - 9月、大岩降板後の担当）、尾崎美緒、中田はじめ・圭祐

#### 第2部
- 月曜日：きんた・ミーノ、芦沢誠（1988年4月 - 6月、金曜1部に移動）→ 宮根誠司（ABCアナウンサー(当時)、1988年7月 - 9月）
- 火曜日：岡けん太・ゆう太、金子恵実
- 水曜日：東野幸治、亀山房代、大政美由紀
- 木曜日：森脇健児、サザンクロス
- 金曜日：非常階段

## コーナー
- 楠&リンゴ（水曜日1部）
  - 僕たちシビレ者 （身の周りの変な人、危ない人などを紹介）
  - さよならトレンド君 （それぞれ自分らしい生き方を探っていたというコーナー）
  - 今どきクイズ
  - アホんだらテレホン （リスナーと電話をつなぎ、不満話や怒り話などを聞いていた）

- 大岩（芦沢）&尾崎&はじめ・圭祐（金曜日1部）
  - 私は斬る! （色々な話題を採り上げ、斬り込んでいたコーナー。構成作家の青木一郎も出演）
  - コントでクイズ （4人で寸劇を行った後、その中からクイズを出題）
  - 世は不可思議 （寄せられた不思議体験を紹介）

（出典：[7]）

## その他
1988年1月6日深夜、キッチュが友人の漫画家　ひさうちみちおの元へスタジオから電話を掛けている時に、ゲストの上岡龍太郎がひさうちの絵について「いいとも悪いとも感じない」「小学校の絵の先生にも褒められん絵や」などと発言。キッチュも「印象に残らないから駄目と言っていいのか」などと応じて、上岡も「けなすつもりで言ったんやない」と返すなど論争になり、キッチュは上岡に「はがきの内容についての批判の仕方がひどい」と発言。上岡は「リスナーに対する君の考えが間違ってる」と返して、キッチュと論争が続いた。
最後はディレクターが仲裁に入り、キッチュは謝罪したが、上岡は「俺の批評に文句を言うということは、お前が人の考えを自分に合わせようとするのと同じ。もう一度 話に来い」と言って、スタジオを後にした。